# Jean Claudio
Jean Claudio est un acteur français, né le 28 mars 1927 à Neuilly-sur-Seine et mort le 11 janvier 1992 à Saint-Cloud.

## Biographie
Jean Claudio naît en 1927 à Neuilly-sur-Seine, sous le nom d’état civil de Claude Daniel Robert Martin.
Il commence sa carrière d'acteur au cinéma à l’âge de 10 ans, en jouant le rôle du tsarévitch, fils du tsar Nicolas II, dans La Tragédie impériale (sorti en janvier 1938).
En 1938, à onze ans, il interprète Mathieu Sorgue dans Les Disparus de Saint-Agil de Christian-Jaque. Il entre au conservatoire de Paris où, à quatorze ans, on lui confie le rôle de Chérubin dans Le Mariage de Figaro. Il a fait depuis une carrière internationale, en particulier aux États-Unis.
Il signe un recueil de poésies Les fausses joies (publié en 1950), ainsi que plusieurs romans : La saison chaude, Les torts réciproques, Monsieur Damoclès et L'inconnu de Genève.

## Filmographie

### Cinéma
- 1937 : Nostalgie de Victor Tourjansky
- 1938 : La Tragédie impériale de Marcel L'Herbier
- 1938 : Carrefour de Kurt Bernhardt
- 1938 : Les Disparus de Saint-Agil de Christian-Jaque
- 1939 : La Charrette fantôme de Julien Duvivier
- 1941 : L'Enfer des anges de Christian-Jaque
- 1941 : Untel Père et Fils de Julien Duvivier
- 1941 : Andorra ou les hommes d'airain de Émile Couzinet
- 1942 : Les Cadets de l'océan de Jean Dréville
- 1952 : Moulin Rouge de John Huston
- 1955 : Marie-Antoinette reine de France de Jean Delannoy
- 1956 : Elena et les Hommes de Jean Renoir
- 1956 : Sylviane de mes nuits de Marcel Blistène
- 1958 : Le Prisonnier du Temple (Dangerous Exile) de Brian Desmond Hurst : De Castres
- 1958 : Pourquoi viens-tu si tard ? de Henri Decoin
- 1959 : Le Déjeuner sur l'herbe de Jean Renoir
- 1959 : Nathalie, agent secret de Henri Decoin
- 1961 : Les Lanciers noirs ( I lancieri neri) de Giacomo Gentilomo
- 1963 : La Vengeance du doge (Il vendicatore mascherato) de Pino Mercanti
- 1964 : Le Cocu magnifique (Il magnifico cornuto) de Antonio Pietrangeli
- 1964 : Hercule contre les mercenaires (L'ultimo gladiatore) de Umberto Lenzi
- 1964 : The Beauty Jungle de Edmund Purdom
- 1965 : Espions à l'affût de Max Pécas
- 1965 : Die Zeugin aus der Hölle de Zica Mitrovic
- 1965 : Crimine a due de Romano Ferrara
- 1965 : Darling de John Schlesinger
- 1966 : La Fantastique Histoire vraie d'Eddie Chapman (Triple Cross) de Terence Young
- 1969 : La Peau de Torpedo de Jean Delannoy
- 1969 : Le Champignon de Marc Simenon
- 1969 : Sabra de Denys de La Patellière
- 1969 : Una storia d'amore de Michele Lupo
- 1970 : Le Fou de Claude Goretta
- 1973 : Sentivano uno strano, eccitante pericoloso puzzo di dollari de Italo Alfaro
- 1981 : Mille milliards de dollars de Henri Verneuil
- 1984 : Le Crime d'Ovide Plouffe de Denys Arcand

### Télévision
- 1971 : Madame, êtes-vous libre ?, série télévisée de Jean-Paul Le Chanois, avec Denise Fabre, Coluche. Il tient le rôle de Raymond[4].
- 1972 : Les Dernières Volontés de Richard Lagrange de Roger Burckhardt
- 1974 : À dossiers ouverts (épisode : L'Intrus), de Claude Boissol
- 1976 : Splendeurs et misères des courtisanes (mini-série) de Maurice Cazeneuve (rôle de Blondet)
- 1976 : Chapeau melon et bottes de cuir - épisode : Le Lion et la Licorne : La licorne
- 1976 : Nick Verlaine ou Comment voler la Tour Eiffel, de Claude Boissol, épisode : Le monstre
- 1977 : Le Jeune homme et le lion de Jean Delannoy. Il tient le rôle de Ganelon.
- 1982 : Magnum :  saison 2 épisode 15
- 1982 : Pour l'amour du risque de Earl Bellamy
- 1984 : L'Amour en héritage (Mistral's Daughter) de Douglas Hickox / Kevin Connor, (feuilleton TV)
- 1986 : Le Tiroir secret - Feuilleton en 6 épisodes - : La saisie d'Édouard Molinaro, L'Enquête de Roger Gillioz, Top secret de Michel Boisrond, La Rencontre d'Édouard Molinaro, La Mise au point de Nadine Trintignant et Le Retour de Michel Boisrond

## Doublage
- 1953 : La Belle Espionne (Sea Devils) de Raoul Walsh : Gilliatt (Rock Hudson)
- 1955 : Le Grand Couteau (The Big Knife) de Robert Aldrich : Charles Castle (Jack Palance)
- 1956 : Guerre et Paix (War and Peace) de King Vidor : Dolokhov (Helmut Dantine)
- 1956 : Attaque (Attack) de Robert Aldrich : lieutenant Joe Costa (Jack Palance)
- 1956 : La Neige en deuil (The Mountain) d'Edward Dmytryk : Christophe Teller (Robert Wagner)
- 1958 : La Charge des Cosaques (Agi Murad il diavolo bianco) de Riccardo Freda : Agi Murad (Steve Reeves)
- 1958 : Le Trésor du pendu (The Law And Jake Wade) de John Sturges : Clint Hollister (Richard Widmark)
- 1959 : Le Chevalier du château maudit (Il cavaliere del castello maledetto) de Mario Costa : Ugone (Massimo Serato)
- 1959 : Dans la souricière (The Trap) de Norman Panama : Ralph Anderson (Richard Widmark)
- 1959 : Tout près de Satan (Ten Seconds to Hell) de Robert Aldrich : Eric Koertner (Jack Palance)
- 1959 : La Grande Guerre (La Grande Guerra) de Mario Monicelli : Giovanni Busacca (Vittorio Gassman)
- 1959 : Les derniers jours de Pompei (Gli ultimi giorni de pompei) de Mario Bonnard :Galenus  (Mimmo Palmara)
- 1960 : La dolce vita (La dolce vita) de Federico Fellini : Riccardo (Riccardo Garrone)
- 1960 : Alamo (The Alamo) de John Wayne : colonel James "Jim" Bowie (Richard Widmark)
- 1960 : La Reine des Amazones (la regina delle amazzoni) de Vittorio Sala : Losco (Alberto Farnese)
- 1960 : Commando de destruction (The Mountain Road) de  Daniel Mann : Collins (Glenn Corbett)
- 1960 : Le Milliardaire (Let's Make Love) de George Cukor : Bing Crosby
- 1960 : La Terreur du masque rouge (Il terrore della maschera rossa) de Luigi Capuano :Ivano (Marco Guglielmi)
- 1960 : Le Géant de Thessalie (I giganti della Tessalia) de Riccardo Freda : Adraste  (Alberto Farnese)
- 1960 : L'Esclave du pharaon (Giuseppe venduto dai fratelli) de Irving Rapper : Le pharaon	 (Robert Rietty)
- 1961 : Le Glaive du conquérant (Rosmunda e Alboino) de Carlo Campogalliani : Falisque	 (Carlo D’angelo)
- 1961 : L'Esclave de Rome (La schiava di Roma) de Sergio Grieco : Marcus Valere (Guy Madison)
- 1962 : Cléopâtre, une reine pour César ( Una regina per Cesare) de Piero Pierotti : Achillas (Giorgio Ardisson)
- 1962 : Le Boucanier des îles (Il giustiziere dei mari) de Domenico Paolella : lieutenant David Robinson (Richard Harrison)
- 1962 : Le Trésor du lac d'argent (Der schatz im silbersee) de Harald Reinl : Fred engel (Gotz George)
- 1962 : L'Île aux filles perdues (Le Prigioniere dell'isola del diavolo) de Domenico Paolella : Le capitaine Henri Vallière (Guy Madison)
- 1962 : Les Vikings attaquent (I Normanni) de Giuseppe Vari : Duc Wilfred 	 (Cameron Mitchell)
- 1963 : La Vierge de Nuremberg (La vergine di Norimberga) de Antonio Margheriti : John Selby (Jim Dolen)
- 1963 : La Malédiction d'Arkham (The Haunted Palace) de Roger Corman : Charles Dexter Ward / Joseph Curwen (Vincent Price)
- 1964 : Sinbad et les sept sarrasins (Sindbad contro i sette saracini) de Emimmo Salvi : Omar (Gordon Mitchell)
- 1964 : Les Pirates de Malaisie (I pirati della malesia) de Umberto Lenzi : Sandokan (Steve Reeves)
- 1966 : Le Ranch maudit (The night of the Grizzly) de Joseph Pevney : Jim Cole (Clint Walker)
- 1966 : Technique d'un meurtre (Tecnica di un omicidio) de Franco Prosperi : Frank Harris (Earl Hammond)
- 1967 : La Mort était au rendez-vous (Da uomo a uomo) de Giulio Petroni : Walcott, le banquier (Luigi Pistilli)
- 1980 : Star Wars, épisode V : L'Empire contre-attaque (Star Wars, Épisode V:The Empire Strikes Back) d'Irvin Kershner : voix de l’empereur (Clive Revill) (version originale de 1980)
- 1981 : Rien que pour vos yeux (For Your Eyes Only) de John Glen : Bill Tanner (James Villiers)
- 1986 : Coup double (Tough Guys) de Jeff Kanew : Harry Doyle (Burt Lancaster)
- 1988 : Un prince à New York (Coming to America) de John Landis : le roi Jaffe Joffer (James Earl Jones)

## Théâtre
- 1939 : Le Mariage de Figaro de Beaumarchais, mise en scène Charles Dullin, Comédie-Française
- 1957 : Le Cœur volant de Claude-André Puget, mise en scène Julien Bertheau, Théâtre Antoine
- 1959 : L'Hurluberlu de Jean Anouilh, mise en scène Roland Piétri, Comédie des Champs-Élysées

## Discographie
- Ma femme (1973) : Face A du 45 tours édité par Barclay (620.008). Auteurs - Compositeurs : Jean Claudio - Tony d'Addario, direction musicale : Alain Morisod (qui a composé la version instrumentale sous le titre Matinade).
- Je t'aime encore (1973) : Face B du même 45 tours : Auteur-Compositeur : Claude Prelo, direction musicale : Alain Morisod.

## Ouvrages
- Les fausses joies (poèmes), Éd. Duchemin, 1950
- La saison chaude, Calmann-Levy, 1952
- Les torts réciproques, Calmann-Levy, 1954
- Monsieur Damocles, Éd. Mondiales, 1956

Les Enquêtes du Capitaine Alex :
- L'inconnu de Genève, ill. Michel Gourlier, Éd. Alsatia, coll. « Safari Signe de piste », 1971 traduction en turc sous le titre Cenevre casusu, par A. Rıza Yalt